# IJsselspoorbrug (Deventer)

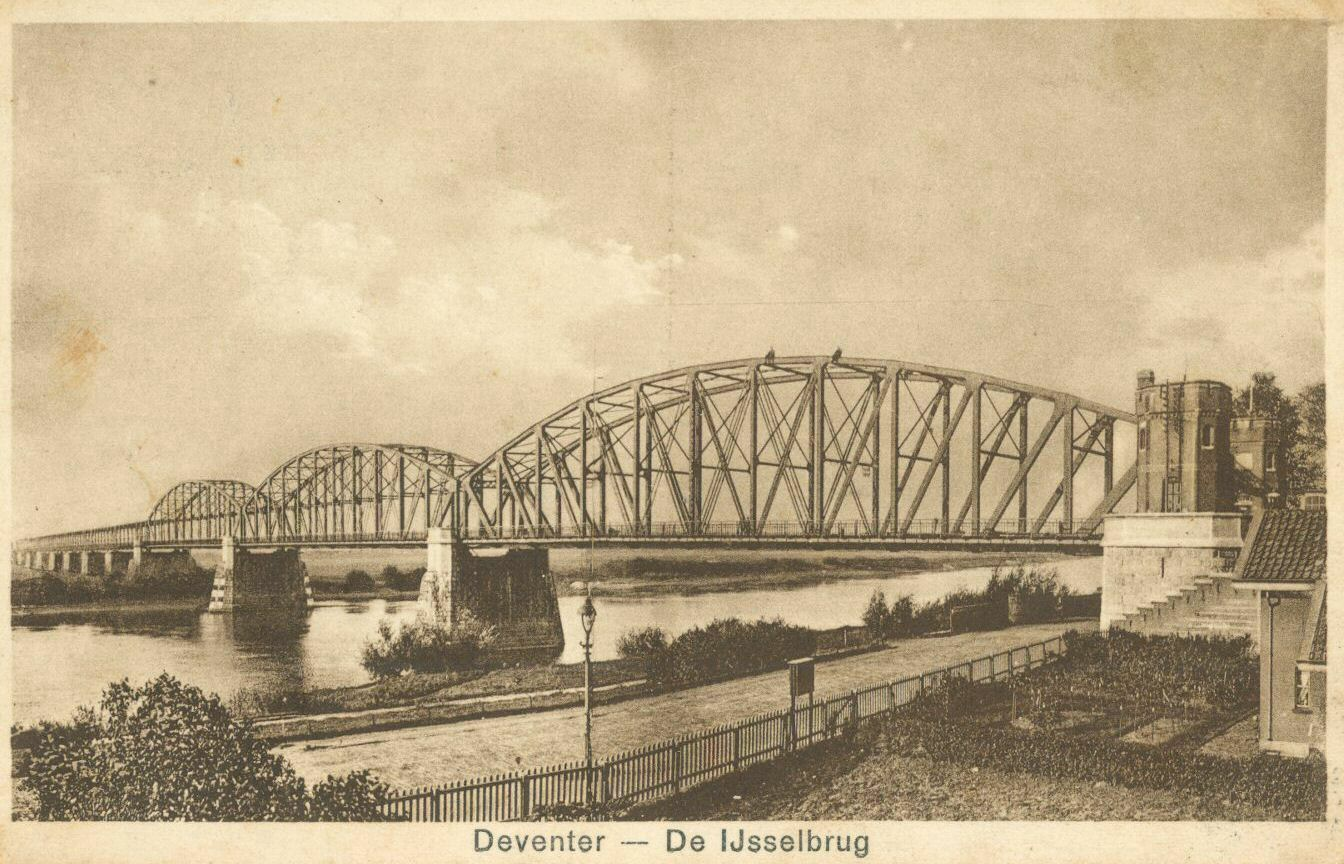
De spoorbrug tussen 1925 en 1930

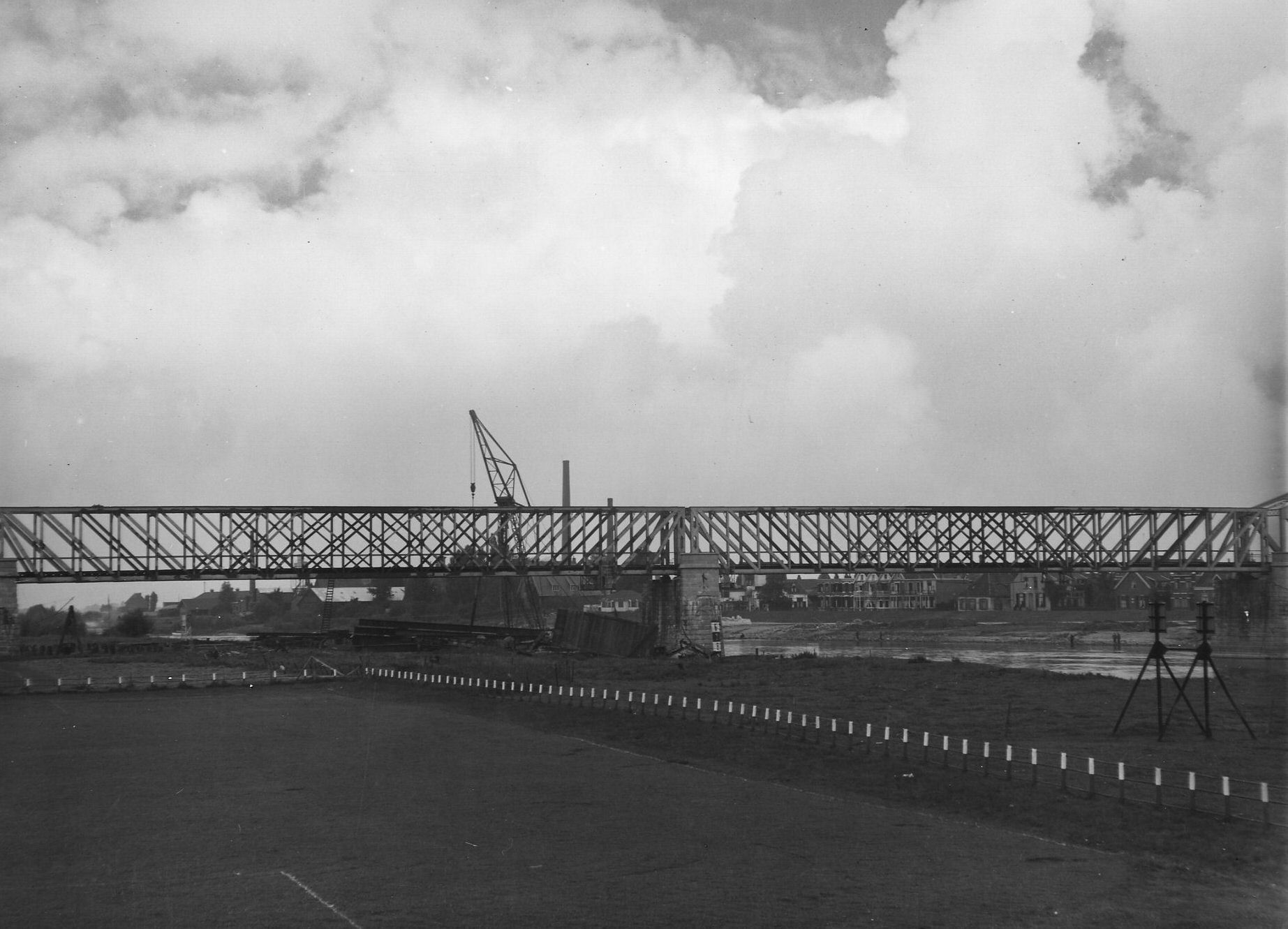
De spoorbrug in 1941

De IJsselspoorbrug bij Deventer is een gecombineerde spoor-, fiets- en voetgangersbrug over de rivier de IJssel. Ze maakt deel uit van de spoorlijn Apeldoorn - Deventer en van snelfietsroute F144 Deventer - Twello (-Apeldoorn). Aan de zuidkant van de spoorbrug is er een fietspad van drie meter breed en aan de noordkant van de spoorbrug is een voetpad van twee meter breed. Westelijk van de IJssel loopt de brug nog circa 300 meter door over de uiterwaarden, die bij hoog water onder water kunnen komen te staan.

## Historie

### Eerste brug (1887)
In 1865 werd Deventer op het spoorwegnet aangesloten, toen de verbinding met Zutphen gereedkwam. Het jaar daarop werd de lijn doorgetrokken naar Zwolle. Het traject Zwolle-Zutphen maakte deel uit van de spoorlijn Arnhem - Leeuwarden.
Een verbinding met het westen kwam er pas in 1887, toen de lijn naar Apeldoorn werd geopend. De spoorbrug over de IJssel was het eerste deel van het traject dat werd aangelegd. De spoorlijn Apeldoorn - Deventer was oorspronkelijk bedoeld als lokaalspoorweg en werd aangelegd door de Koninglijke Nederlandsche Locaalspoorweg-Maatschappij. De verbinding met Almelo volgde in 1888. Het traject Apeldoorn-Almelo werd al spoedig overgenomen door de Hollandsche IJzeren Spoorweg-Maatschappij, die in 1892 ook sneltreinen op de lijn introduceerde. Apeldoorn had al sinds 1876 een verbinding met het westen als halte aan de spoorlijn Amsterdam - Zutphen. In 1917 werd Amersfoort – Apeldoorn – Deventer – Almelo de hoofdroute van het westen naar Twente. Apeldoorn-Zutphen werd een nevenlijn.

### Noodbrug (1940)
De enkelsporige brug, die ook toegankelijk was voor ander verkeer dan de treinen, deed dienst tot 1940. Na de inval van de Duitsers op 10 mei van dat jaar blies de Nederlandse genie de spoorbrug op om het oprukken van de Duitse troepen te vertragen. Omdat de spoorverbinding belangrijk was voor de Duitsers, legden ze een noodbrug aan, die al op 5 juni 1940 gereed was. De nieuwe brug werd het jaar daarop nog tweemaal versterkt met behulp van brugdelen van de brug in Culemborg.

### Katherine Millerspoorbrug (1945)
Op 6 april 1945 was het de beurt aan de Duitsers om de spoorbrug op te blazen, ditmaal om de opmars van de geallieerde troepen te vertragen. Na de Bevrijding bouwden de Royal Engineers een nieuwe semipermanente brug met drie hoofdoverspanningen van het type everall (“Everall Sectional Truss Bridge”) met aanbruggen van het type UCRB, de militaire standaardspoorwegbrug (“Unit Construction Railway Bridge”) voor het spoorverkeer. Op 1 november 1945 reed de eerste trein over de nieuwe brug. Deze brug, die de naam Katherine Millerspoorbrug kreeg naar de dochter van luitenant-kolonel W.S. Miller, die de leiding had bij de bouw, was enkelsporig en bood geen ruimte voor ander verkeer dan de trein. De semipermanente brug was bedoeld voor een gebruiksduur van maximaal tien jaar.

### Huidige brug (1982)
De noodbrug deed dienst tot in 1982. De brug werd in de laatste jaren van zijn bestaan door zijn enkelsporigheid in toenemende mate als knelpunt ervaren. In 1979 begon de bouw van een nieuwe, dubbelsporige brug op de fundamenten van de vooroorlogse brug, naast de baileybrug, zodat het treinverkeer ongestoord kon doorgaan.
In het weekend van 10 en 11 oktober 1981 werd de overspanning van de brug ingevaren en vastgezet. Op 7 mei 1982 werd de nieuwe spoorbrug, met een fietspad en een voetpad, feestelijk geopend door Prins Bernhard. Daarna werd de baileybrug gesloopt.

## Fietsbrug
Het fietspad van deze gecombineerde spoor- en fietsbrug maakt deel uit van
snelfietsroute 144 Twello-Deventer, een aftakking van snelfietsroute F344 Apeldoorn-Deventer.

## Afbeeldingen

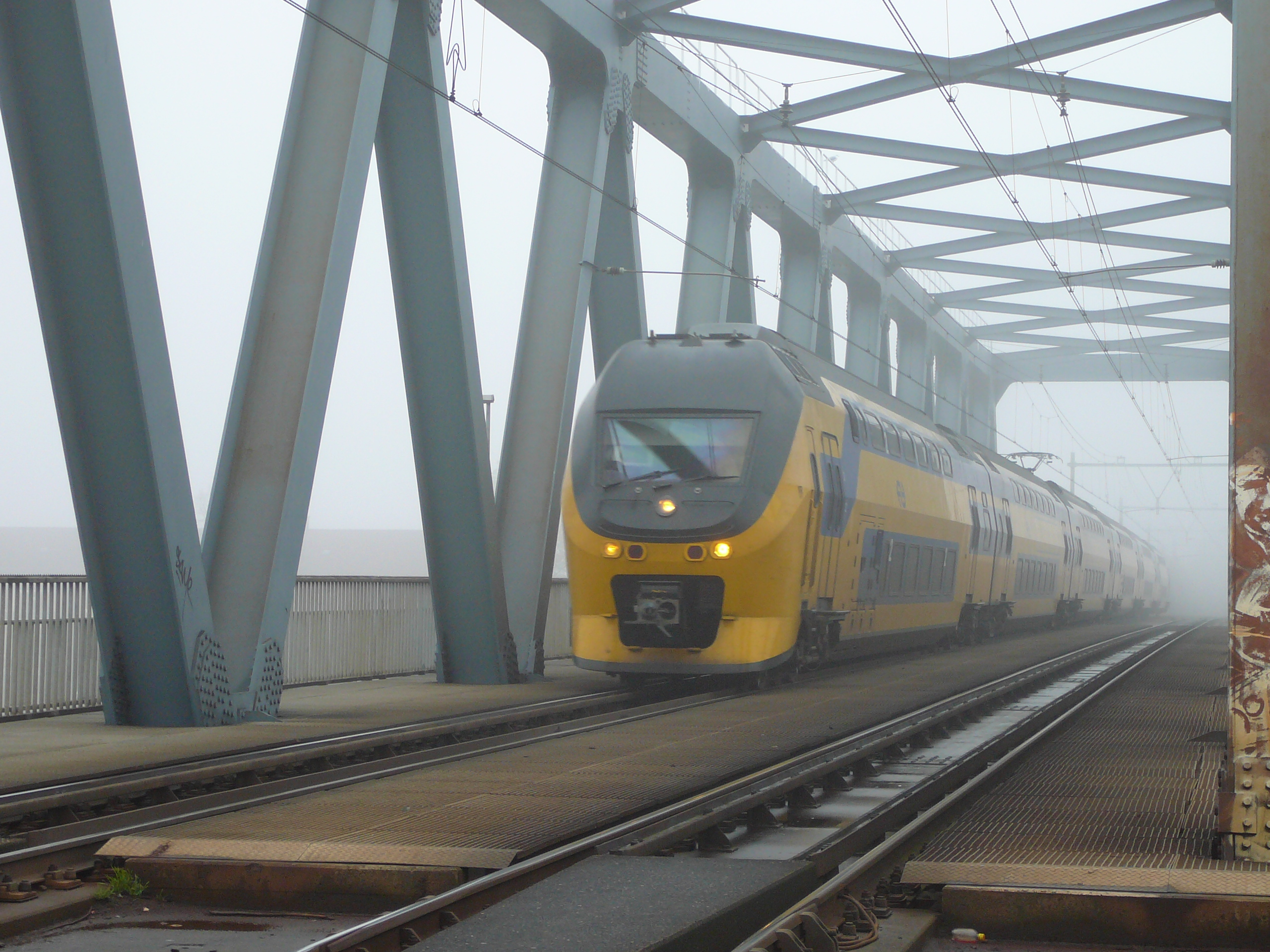
Trein passeert de IJsselspoorbrug
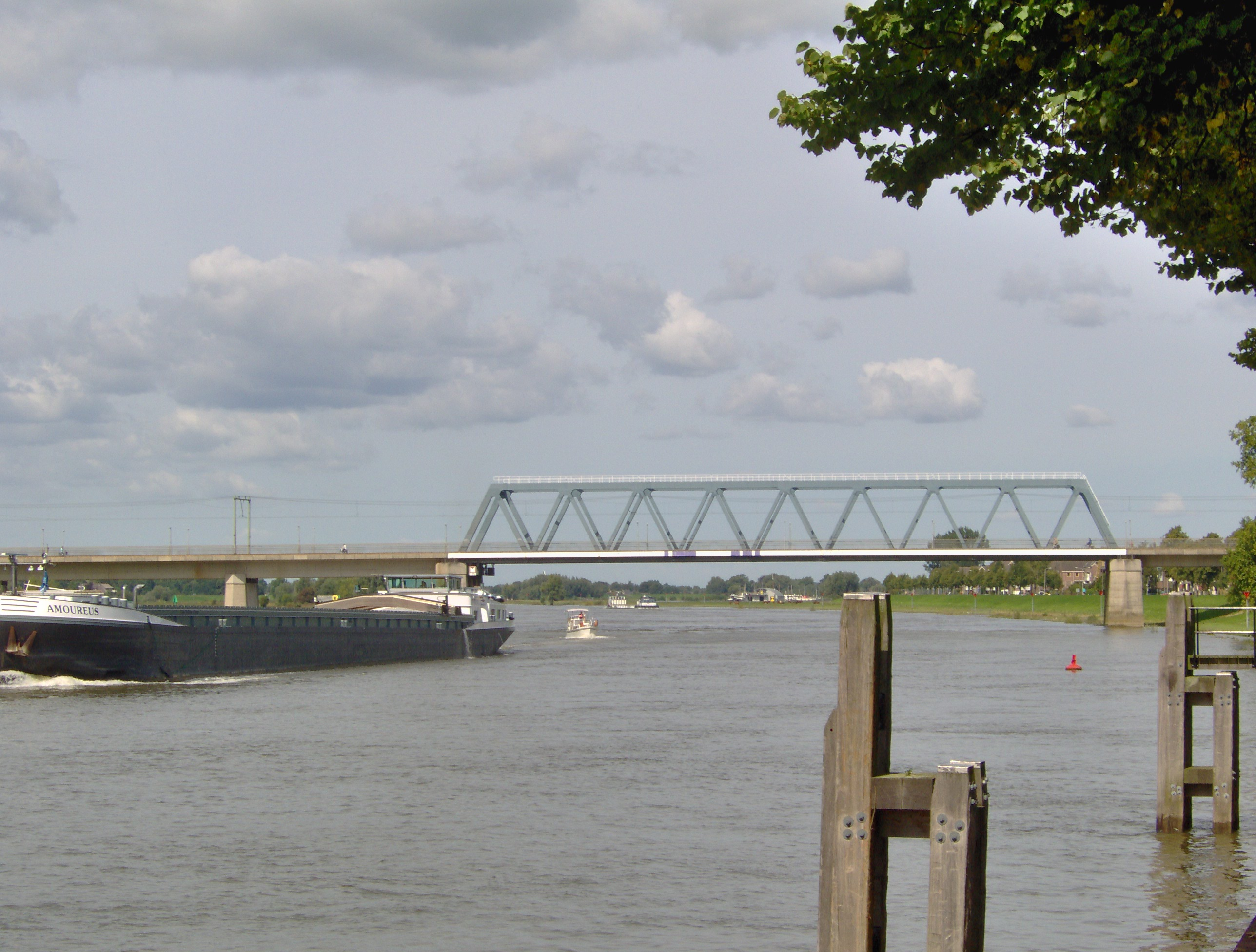
De IJssel met de spoorbrug
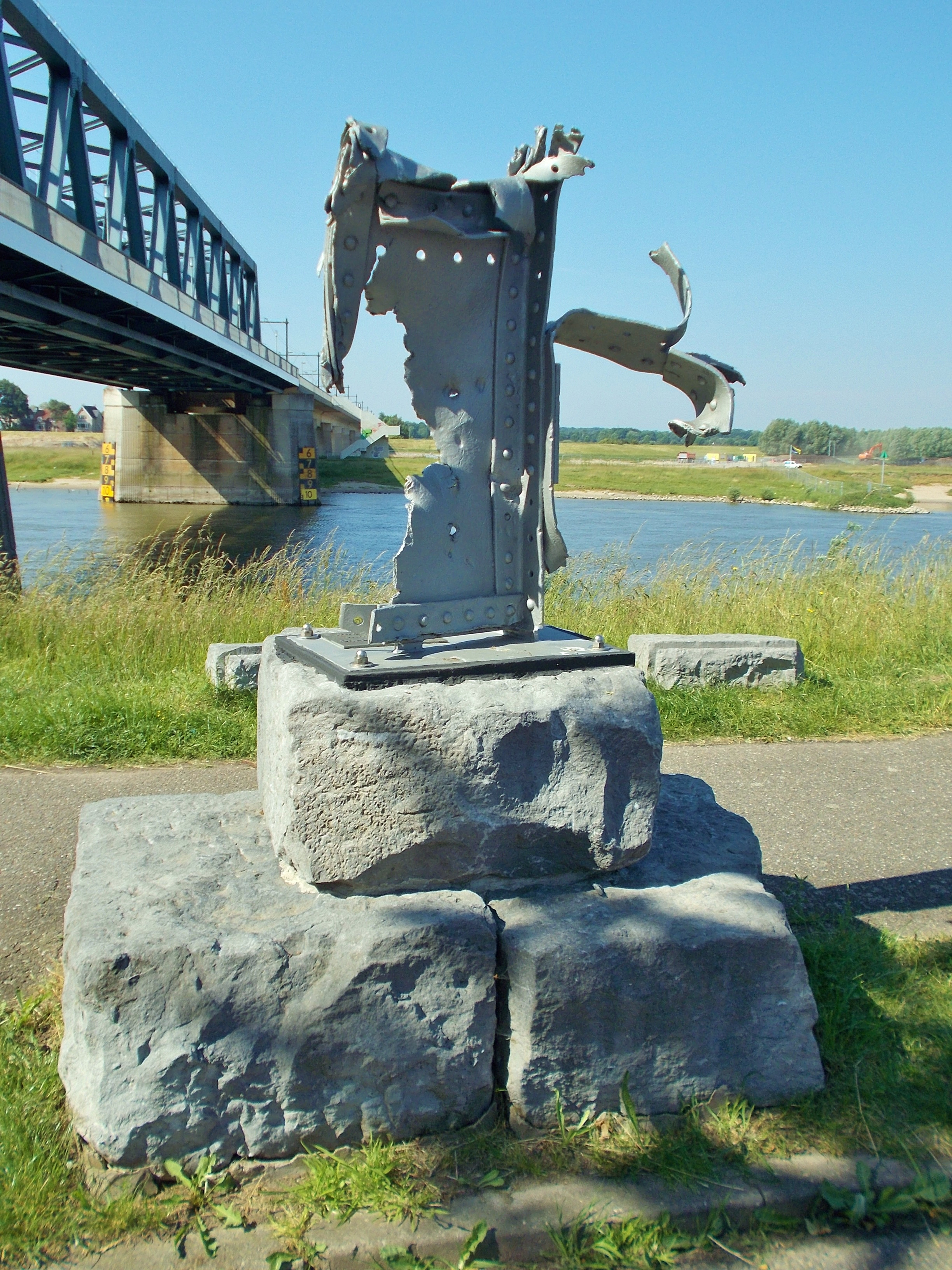
Restant van de spoorbrug bij Deventer, gebouwd in 1886 en opgeblazen op 10 mei 1940. Op de achtergrond de nieuwe spoorbrug uit 1982
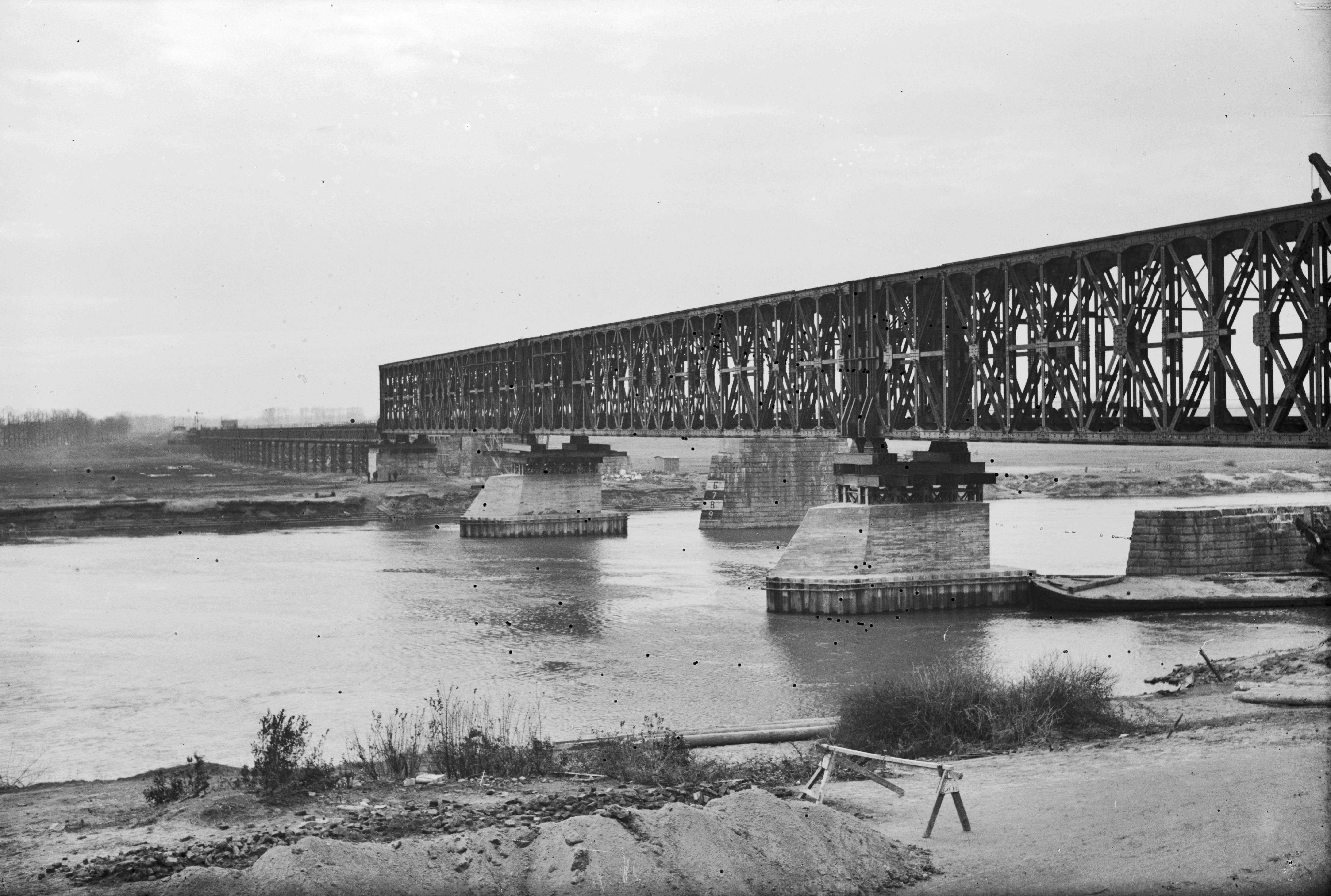
De Katherine Millerspoorbrug (1945-1982)
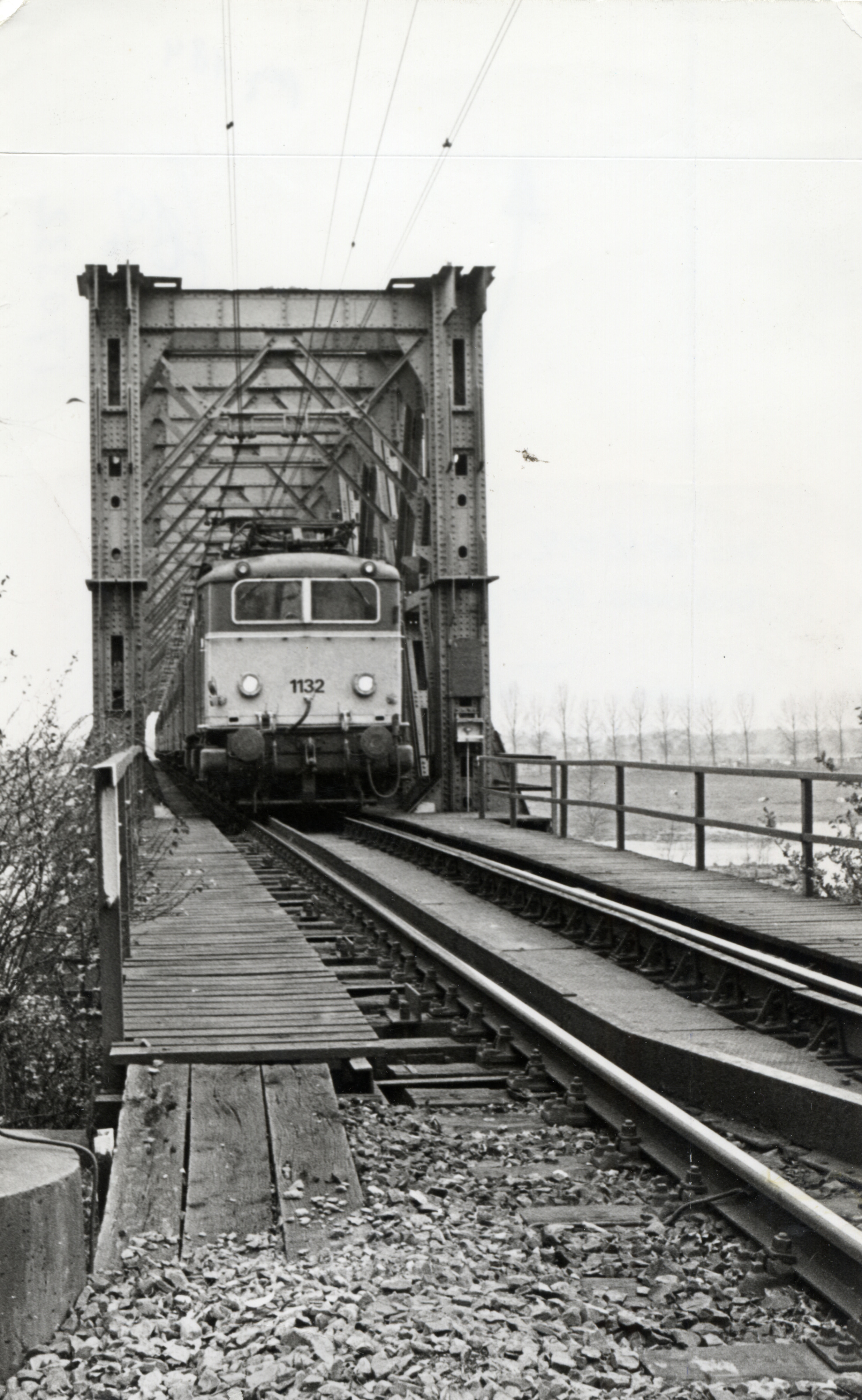
Trein met elektrische locomotief uit de 1100 serie op de Katherine Millerspoorbrug
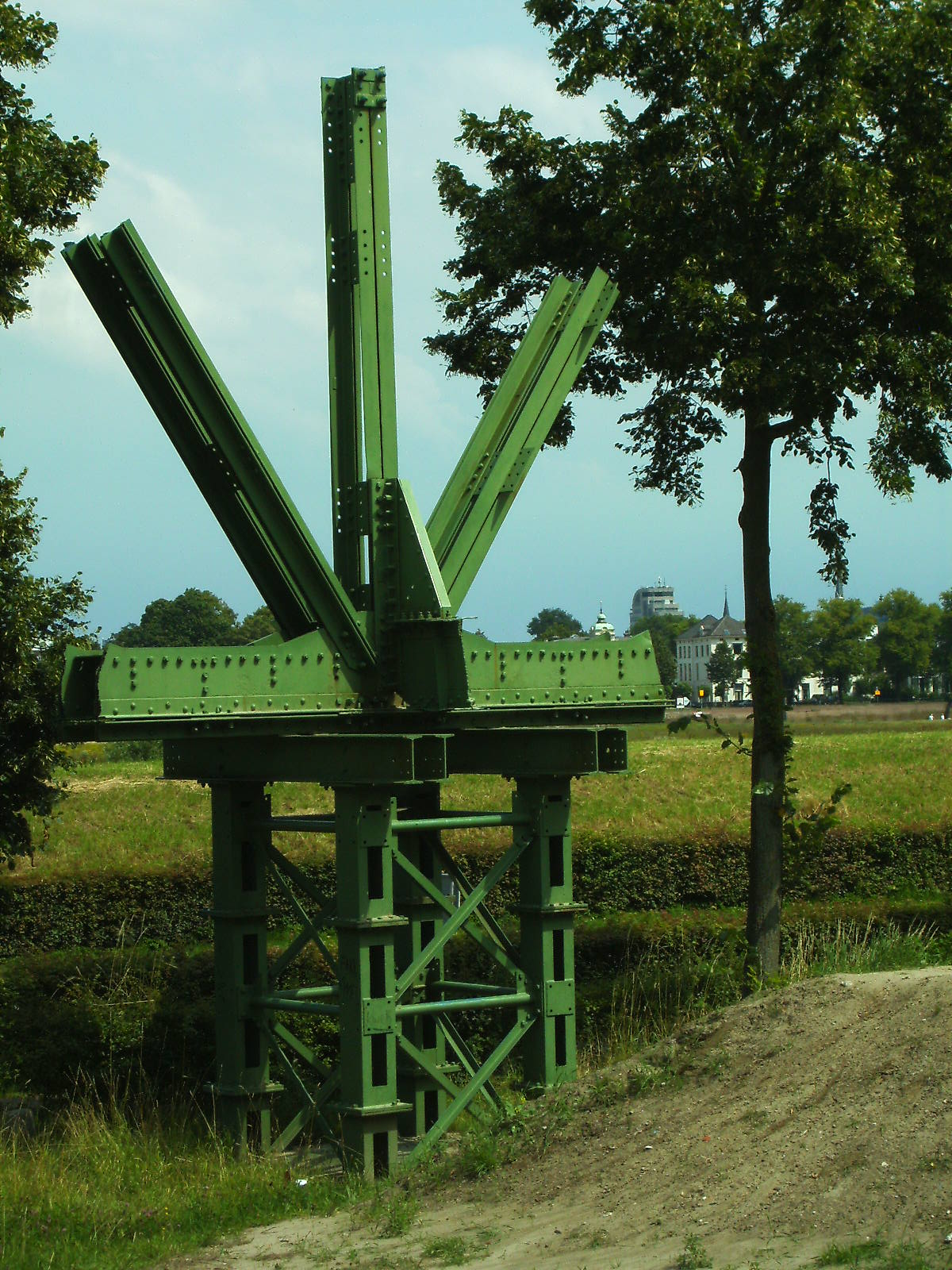
Monument voor de Katherine Millerspoorbrug, samengesteld uit materiaal van die brug